# Ghost in the Shell (film, 1995)
Ghost in the Shell (japonsky 攻殻機動隊, Kókaku Kidótai) je japonský film, anime adaptace manga komiksu Ghost in the Shell, kterou v roce 1995 režíroval Mamoru Ošii.
Pokračování filmu s názvem Ghost in the Shell 2: Innocence bylo vytvořeno v roce 2004. V roce 2008 vyšlo remasterované vydání prvního filmu pod poněkud matoucím názvem Ghost in the Shell 2.0 (Redux) s nově upravenými animacemi za pomoci moderních počítačových technologií (3D-CGI) či s nově nahraným soundtrackem (6.1).

## Soundtrack
- Název: Ghost In The Shell: Original Soundtrack
- Autor: Kendži Kawai
- Seznam skladeb:

1. M01 I – Making of Cyborg
2. M02 Ghosthack
3. Exm Puppetmaster
4. M04 Virtual Crime
5. M05 II – Ghost City
6. M06 Access
7. M07 Nightstalker
8. M08 Floating Museum
9. M09 Ghostdive
10. M10 III – Reincarnation
11. See You Everyday (Bonus track)